# 群馬總社站
群馬總社站（日语：／ Gunma-Sōja eki */?）是位於群馬縣前橋市總社町植野588號，東日本旅客鐵道（JR東日本）的上越線車站。
吾妻線列車會從澀川站駛入至上越線至高崎站。

## 歷史
- 1921年（大正10年）7月1日：車站啟用。
- 1987年（昭和62年）4月1日：伴隨國鐵分割民營化，車站由東日本旅客鐵道（JR東日本）營運。
- 2004年（平成16年）10月16日：此站可以使用IC卡「Suica」。

## 車站構造

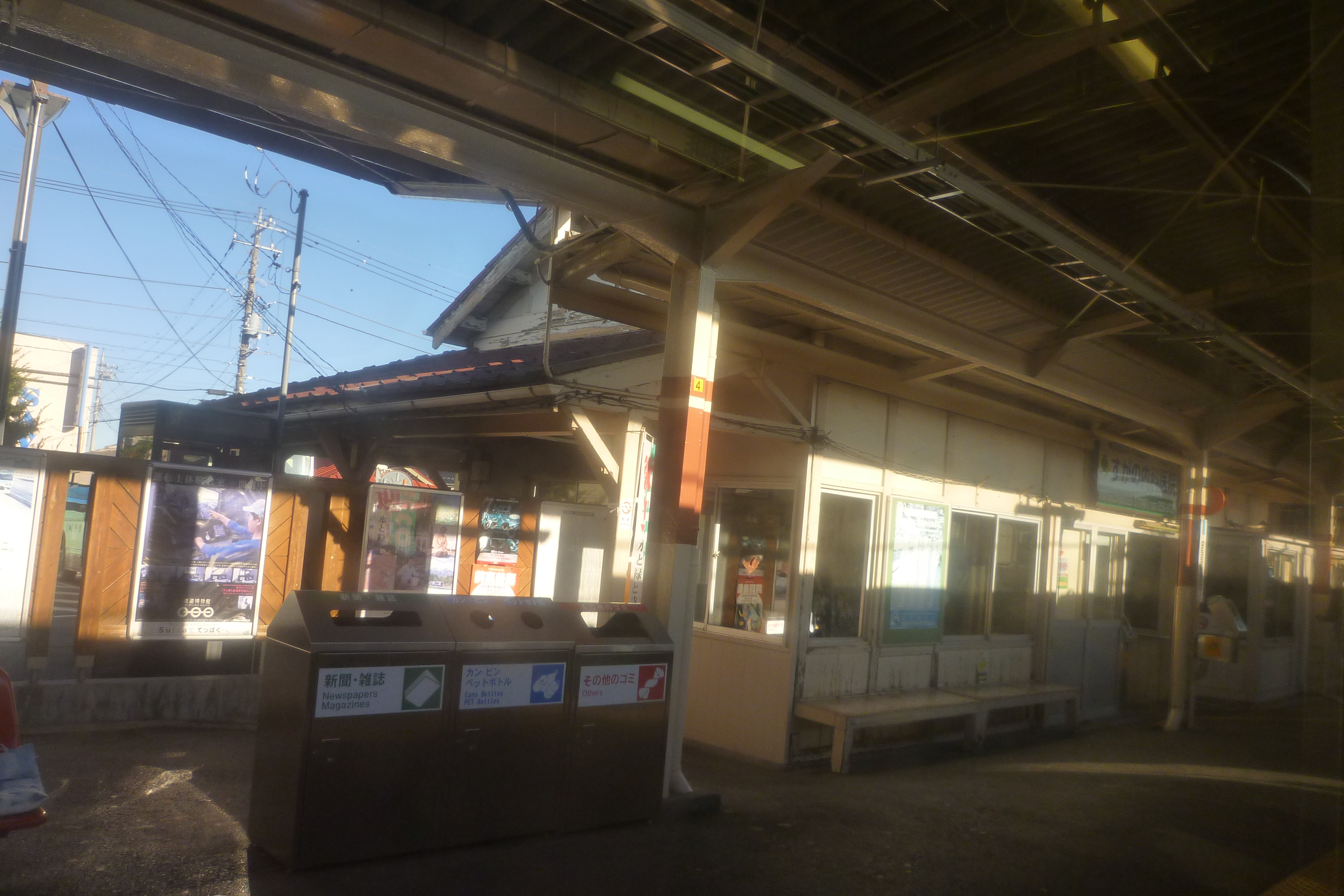
站內

車站是一座地面車站，設有2面2線的單式月台。此站曾經設有2面3線的混合式月台，現時中線已經撤走。古老木造車站大樓位於1號月台側，2號月台是已經撤走的中線，3號月台是最外邊的月台。1號和3號月台之間設有跨線橋連接。
此站是由新前橋站管理的業務委託車站，委托JR東日本車站服務負責車站業務。此站設有綠色窗口、自動售票機和Suica讀取機。

### 月台
| 月台 | 路線                    | 上下行 | 方向                     |
| ---- | ----------------------- | ------ | ------------------------ |
| 1    | ■上越線 （包含■吾妻線） | 上行   | 新前橋、高崎方向         |
| 3    | ■上越線                 | 下行   | 澀川、水上方向           |
| 3    | ■吾妻線                 | 下行   | 中之條、長野原草津口方向 |

參考

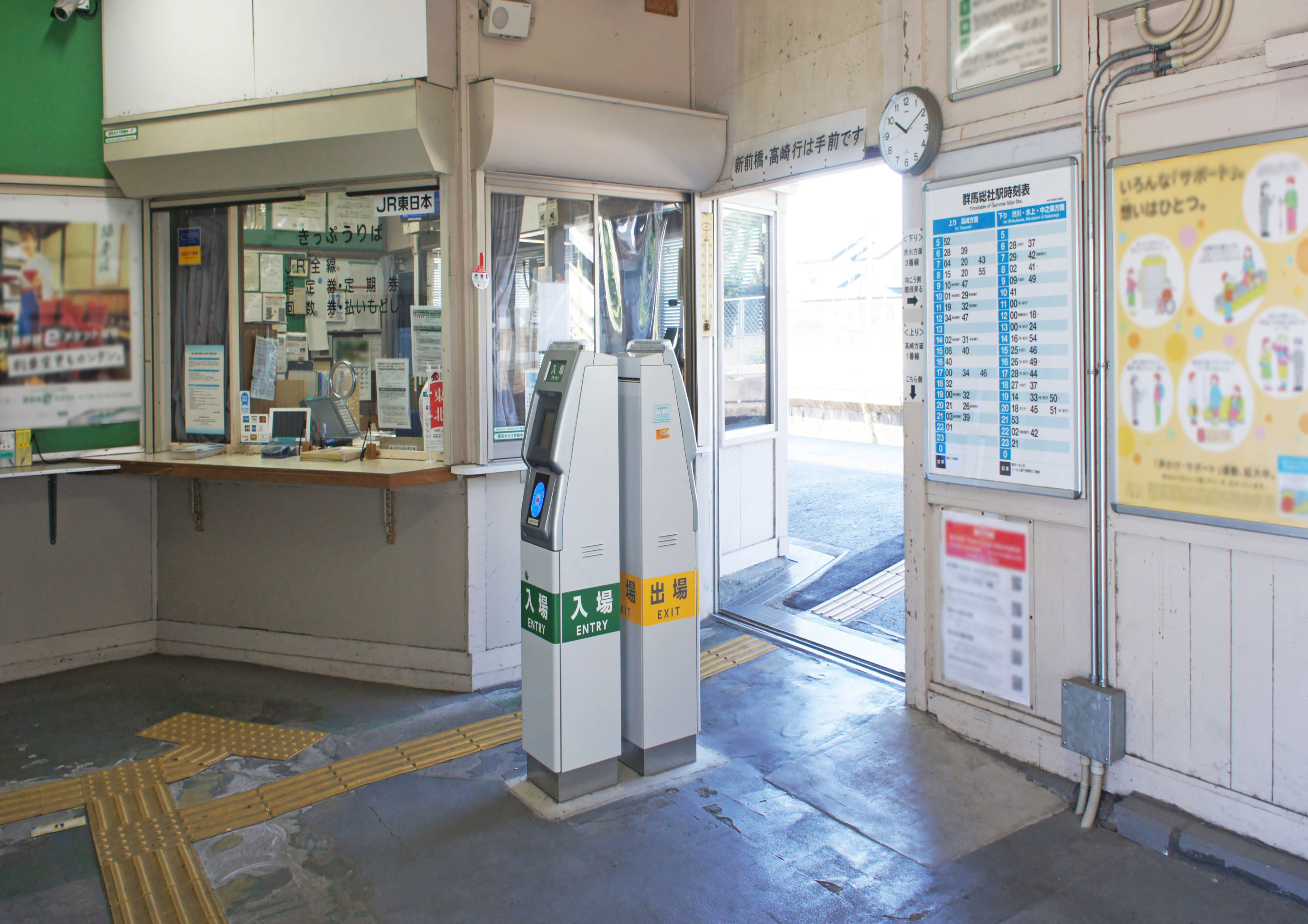
閘口（2021年7月）
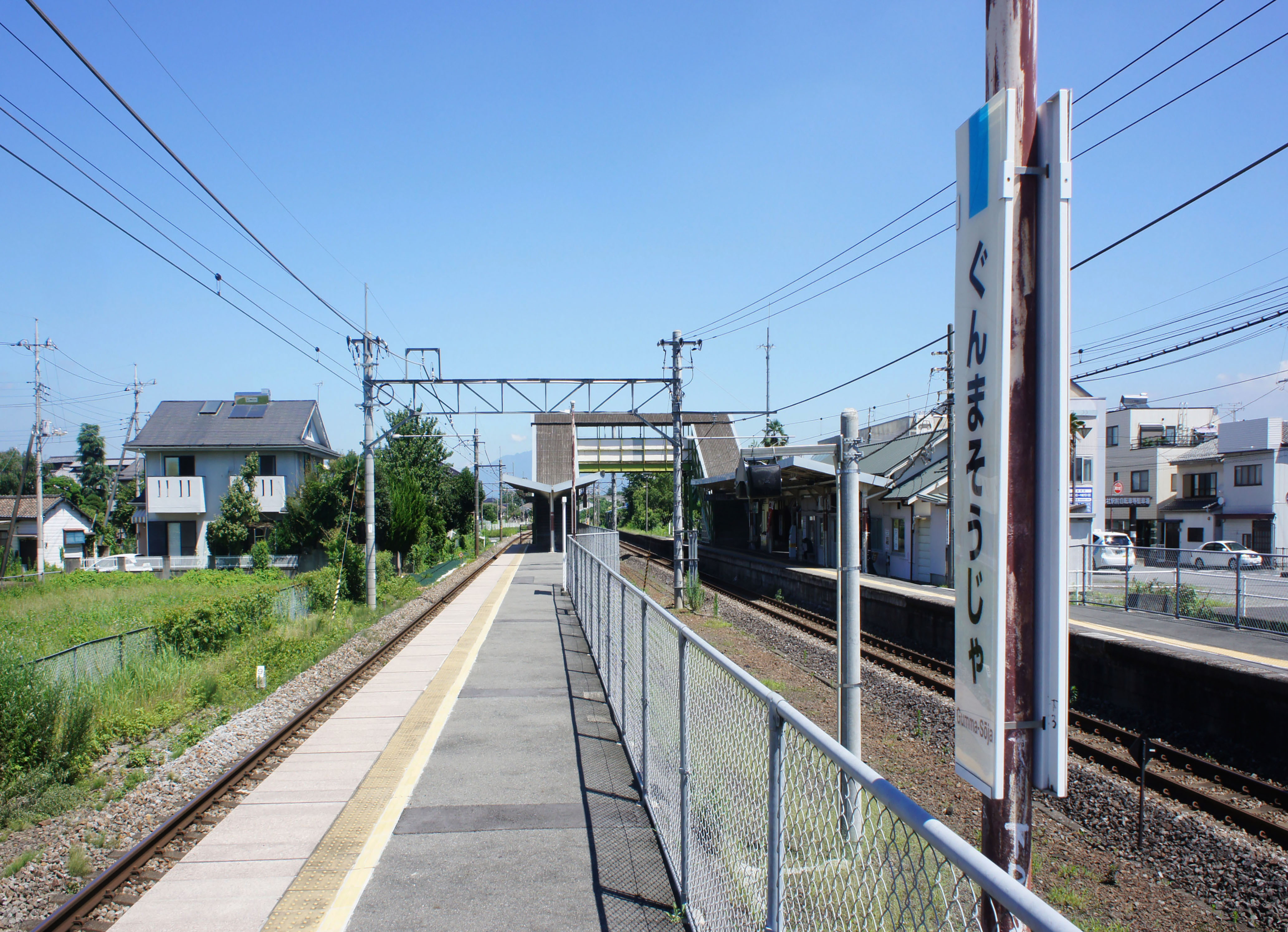
月台（2021年7月）

## 使用狀況
根據「JR東日本」資料，在2019年度（令和元年度）1日平均乘車人次為1,725人。
以下為近年乘車人次變化：
| 乘車人次變化       | 乘車人次變化     | 乘車人次變化    |
| 年度               | 1日平均 乘車人次 | 參考資料        |
| ------------------ | ---------------- | --------------- |
| 2000年（平成12年） | 1,471            | [ 利用客数 2 ]  |
| 2001年（平成13年） | 1,514            | [ 利用客数 3 ]  |
| 2002年（平成14年） | 1,529            | [ 利用客数 4 ]  |
| 2003年（平成15年） | 1,496            | [ 利用客数 5 ]  |
| 2004年（平成16年） | 1,474            | [ 利用客数 6 ]  |
| 2005年（平成17年） | 1,469            | [ 利用客数 7 ]  |
| 2006年（平成18年） | 1,466            | [ 利用客数 8 ]  |
| 2007年（平成19年） | 1,456            | [ 利用客数 9 ]  |
| 2008年（平成20年） | 1,536            | [ 利用客数 10 ] |
| 2009年（平成21年） | 1,542            | [ 利用客数 11 ] |
| 2010年（平成22年） | 1,486            | [ 利用客数 12 ] |
| 2011年（平成23年） | 1,442            | [ 利用客数 13 ] |
| 2012年（平成24年） | 1,463            | [ 利用客数 14 ] |
| 2013年（平成25年） | 1,534            | [ 利用客数 15 ] |
| 2014年（平成26年） | 1,548            | [ 利用客数 16 ] |
| 2015年（平成27年） | 1,612            | [ 利用客数 17 ] |
| 2016年（平成28年） | 1,638            | [ 利用客数 18 ] |
| 2017年（平成29年） | 1,659            | [ 利用客数 19 ] |
| 2018年（平成30年） | 1,696            | [ 利用客数 20 ] |
| 2019年（令和元年） | 1,725            | [ 利用客数 1 ]  |

## 車站周邊

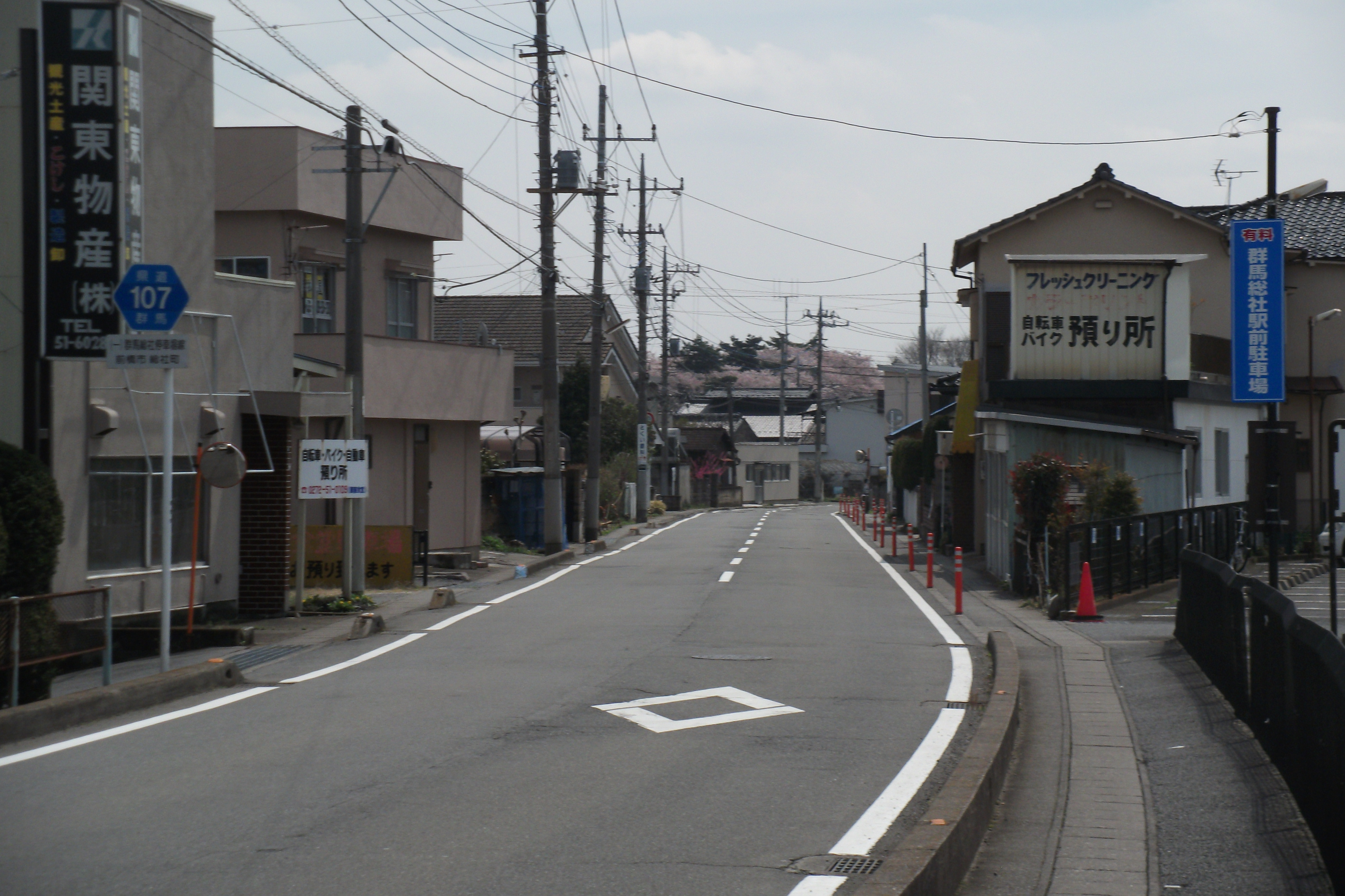
站前通（群馬縣道107號群馬總社停車場線）

車站在古代為上野國中心。接近上野國分寺蹟。
- 總社二子山古墳（日语：総社二子山古墳）
- 寶塔山古墳（日语：宝塔山古墳）
- 蛇穴山古墳（日语：蛇穴山古墳）
- 敷島公園（日语：敷島公園）
- 前橋總社北郵局
- 總社郵局
- 前橋市政廳總社出張所
- 利根川
- 日新電機（日语：日新電機）前橋製作所
- 新進（日语：新進）總社工場
- NSK轉向系統

## 巴士路線
| 巴士站 | 系統                                       | 主要途經                           | 目的地 | 巴士公司                 | 備註         |
| ------ | ------------------------------------------ | ---------------------------------- | ------ | ------------------------ | ------------ |
|        | 群馬總社站線                               | 敷島公園巴士總站、群大醫院、中央站 | 前橋站 | 早上通過敷島公園巴士總站 | 日本中央巴士 |
| 吉岡線 | 駒寄小學前、吉岡溫泉、駒寄、吉岡町公所入口 | 上野田四角                         |        |                          | 日本中央巴士 |

## 其他

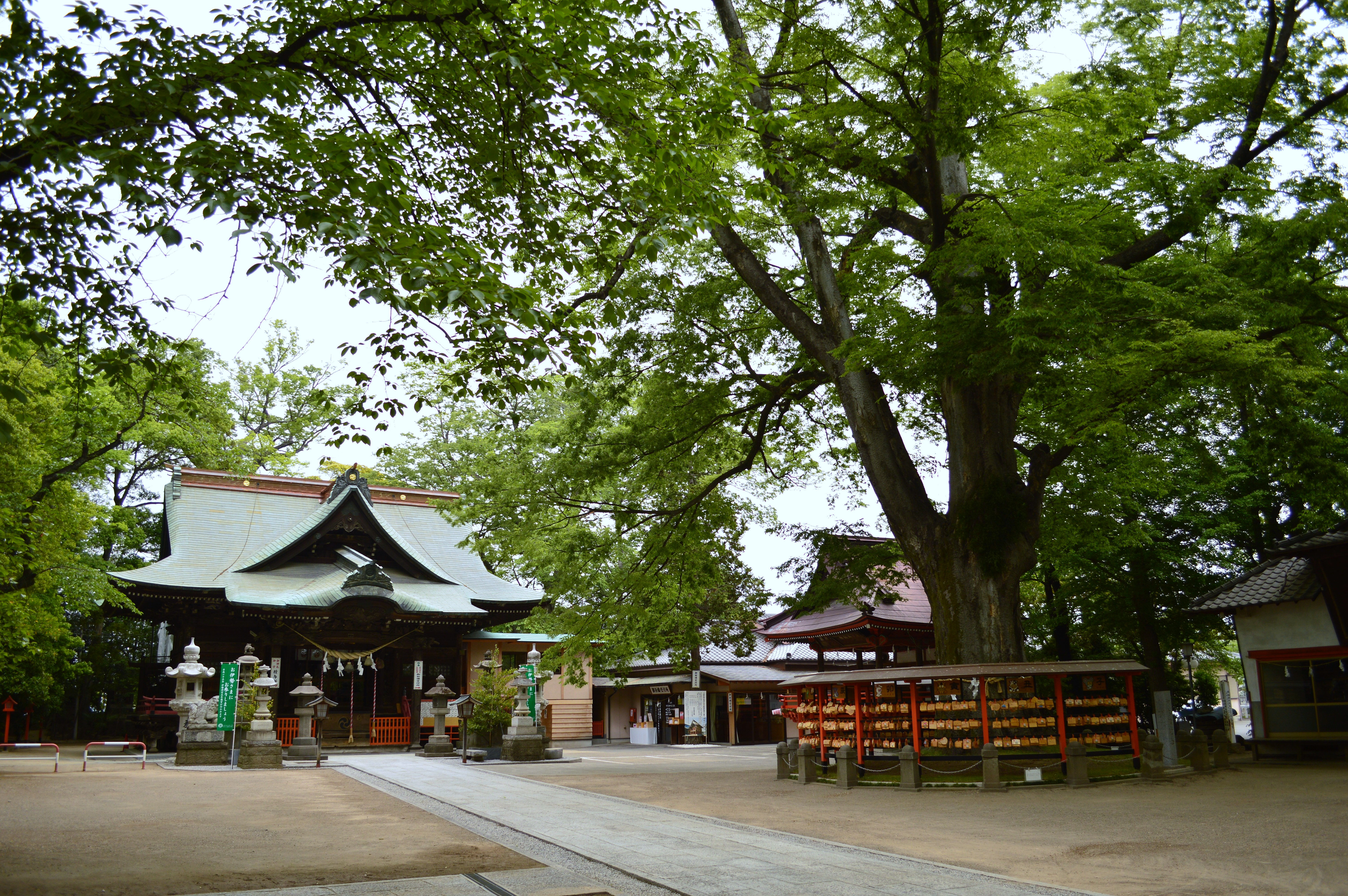
上野總社神社

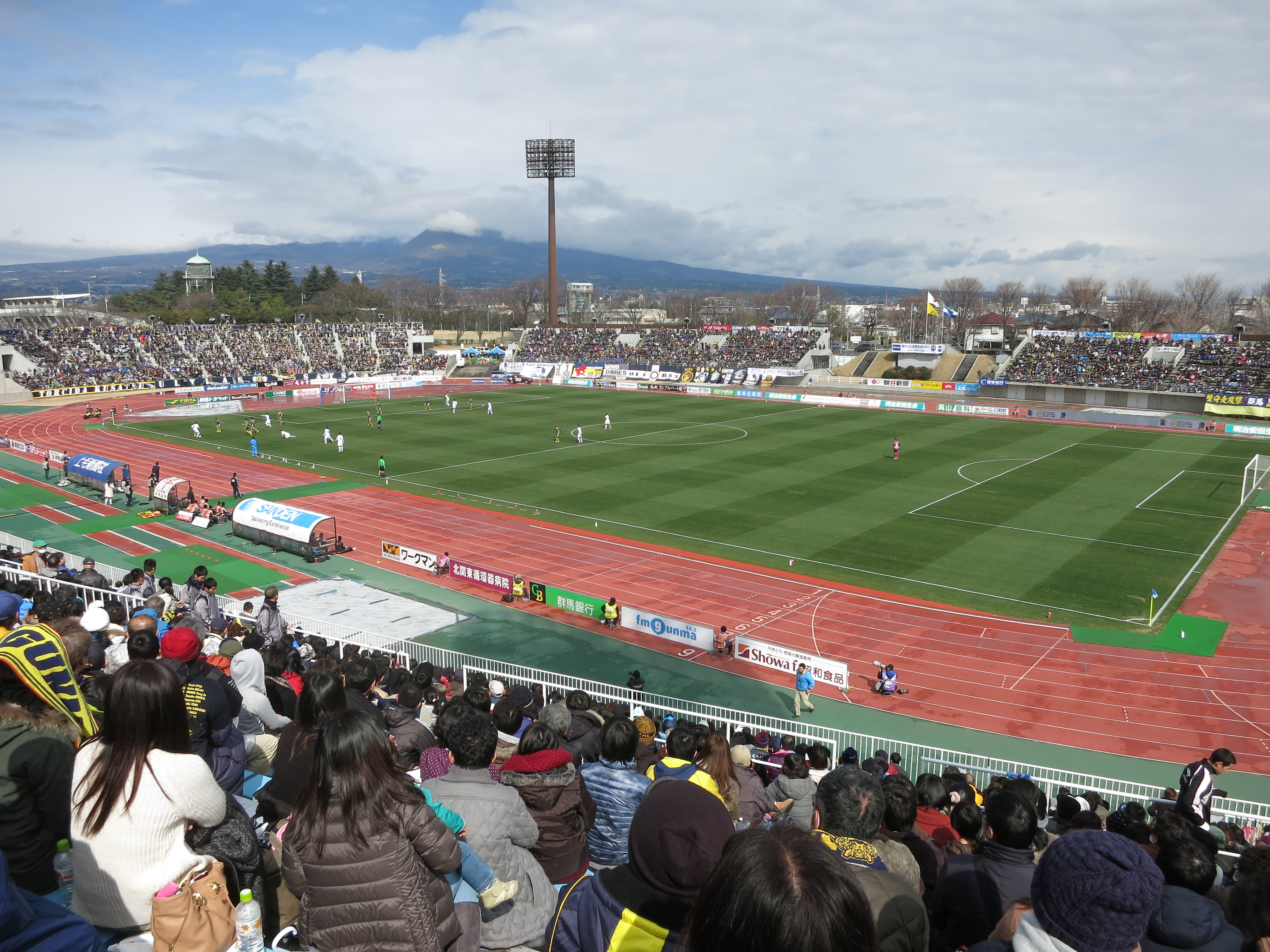
敷島公園正田醬油體育場群馬

車站取自前橋市元總社町內的上野總社神社（日语：／）。為了區別舊國鐵（現時：JR東日本）東京都上野站，因此此站不使用舊國名「上野國」，而是使用車站所在的群馬縣。而實際上，上野總社神社距離新前橋站較近。
群馬縣立之運動、綠地公園敷島公園距離此站最近（此站與敷島公園之間設有利根川流過，車站位於西邊，公園位於東邊）。公園內設有陸上競技場（陸上競技場截至2015年名為「正田醬油群馬體育場」）。該陸上競技場為群馬草津溫泉的主場館。該隊伍在2005年（平成17年）參加日乙後，此站與陸上競技場約4公里之間設有讓觀眾而設的穿梭巴士，隨後取消服務。改為在前橋站和高崎站出發。
專用線
曾經此站設有前往日新電機前橋製作所的專用線。在1970年代廢止。現時在二子山平交道附近設有路軌遺蹟。

## 相鄰車站
東日本旅客鐵道（JR東日本）
■上越線、■吾妻線（吾妻線高崎站至澀川站之間為上越線）
新前橋－群馬總社－八木原

## 注腳

### 使用狀況
1. 1 2  . 東日本旅客鐵道.   [2020-07-12]. （原始内容存档于2020-07-11） （日语）.
2. ↑  . 東日本旅客鐵道.   [2019-04-10]. （原始内容存档于2019-03-27） （日语）.
3. ↑  . 東日本旅客鐵道.   [2019-04-10]. （原始内容存档于2019-03-27） （日语）.
4. ↑  . 東日本旅客鐵道.   [2019-04-10]. （原始内容存档于2019-03-27） （日语）.
5. ↑  . 東日本旅客鐵道.   [2019-04-10]. （原始内容存档于2019-03-27） （日语）.
6. ↑  . 東日本旅客鐵道.   [2019-04-10]. （原始内容存档于2019-03-27） （日语）.
7. ↑  . 東日本旅客鐵道.   [2019-04-10]. （原始内容存档于2019-03-27） （日语）.
8. ↑  . 東日本旅客鐵道.   [2019-04-10]. （原始内容存档于2019-03-27） （日语）.
9. ↑  . 東日本旅客鐵道.   [2019-04-10]. （原始内容存档于2019-04-02） （日语）.
10. ↑  . 東日本旅客鐵道.   [2019-04-10]. （原始内容存档于2019-03-27） （日语）.
11. ↑  . 東日本旅客鐵道.   [2019-04-10]. （原始内容存档于2019-03-27） （日语）.
12. ↑  . 東日本旅客鐵道.   [2019-04-10]. （原始内容存档于2019-03-27） （日语）.
13. ↑  . 東日本旅客鐵道.   [2019-04-10]. （原始内容存档于2019-03-27） （日语）.
14. ↑  . 東日本旅客鐵道.   [2019-04-10]. （原始内容存档于2018-10-26） （日语）.
15. ↑  . 東日本旅客鐵道.   [2019-04-10]. （原始内容存档于2016-04-04） （日语）.
16. ↑  . 東日本旅客鐵道.   [2019-04-10]. （原始内容存档于2019-03-27） （日语）.
17. ↑  . 東日本旅客鐵道.   [2019-04-10]. （原始内容存档于2019-03-23） （日语）.
18. ↑  . 東日本旅客鐵道.   [2019-04-10]. （原始内容存档于2017-07-29） （日语）.
19. ↑  . 東日本旅客鐵道.   [2019-04-10]. （原始内容存档于2018-07-06） （日语）.
20. ↑  . 東日本旅客鐵道.   [2019-07-06]. （原始内容存档于2020-05-08） （日语）.

## 外部連結
- 車站資訊（群馬總社）：東日本旅客鐵道